# Liste der Flughäfen in Österreich

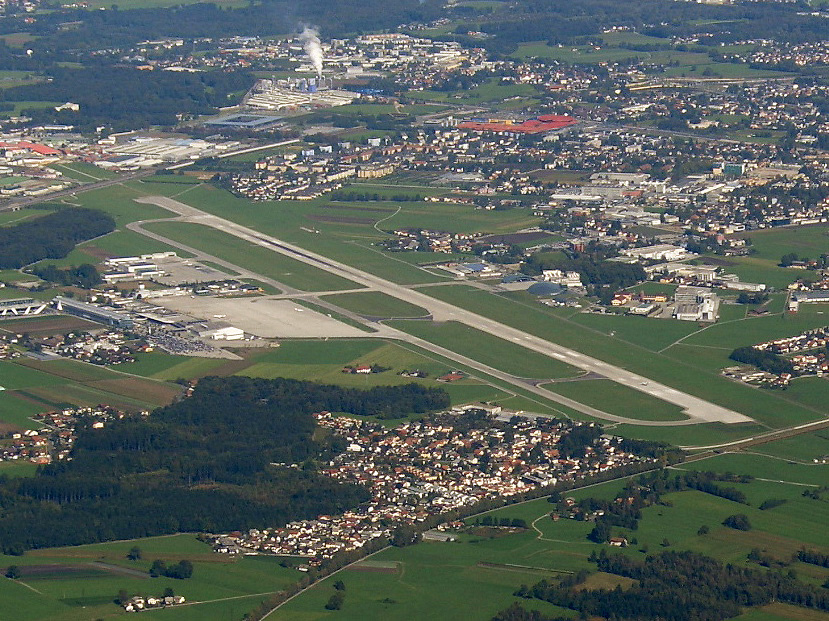
Flughafen Salzburg

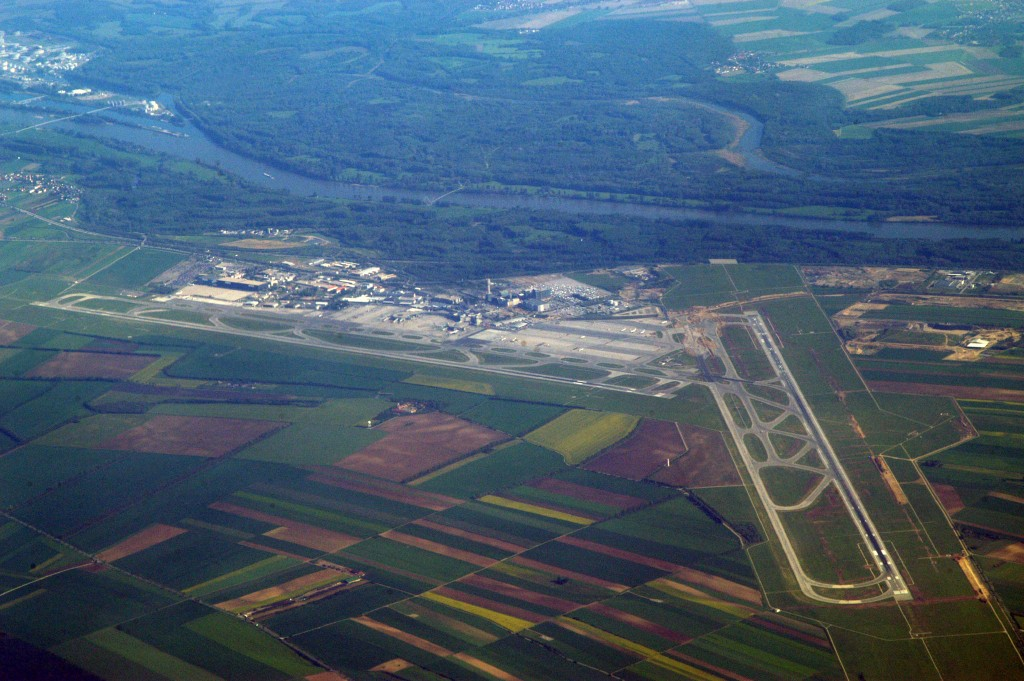
Flughafen Wien von Süden

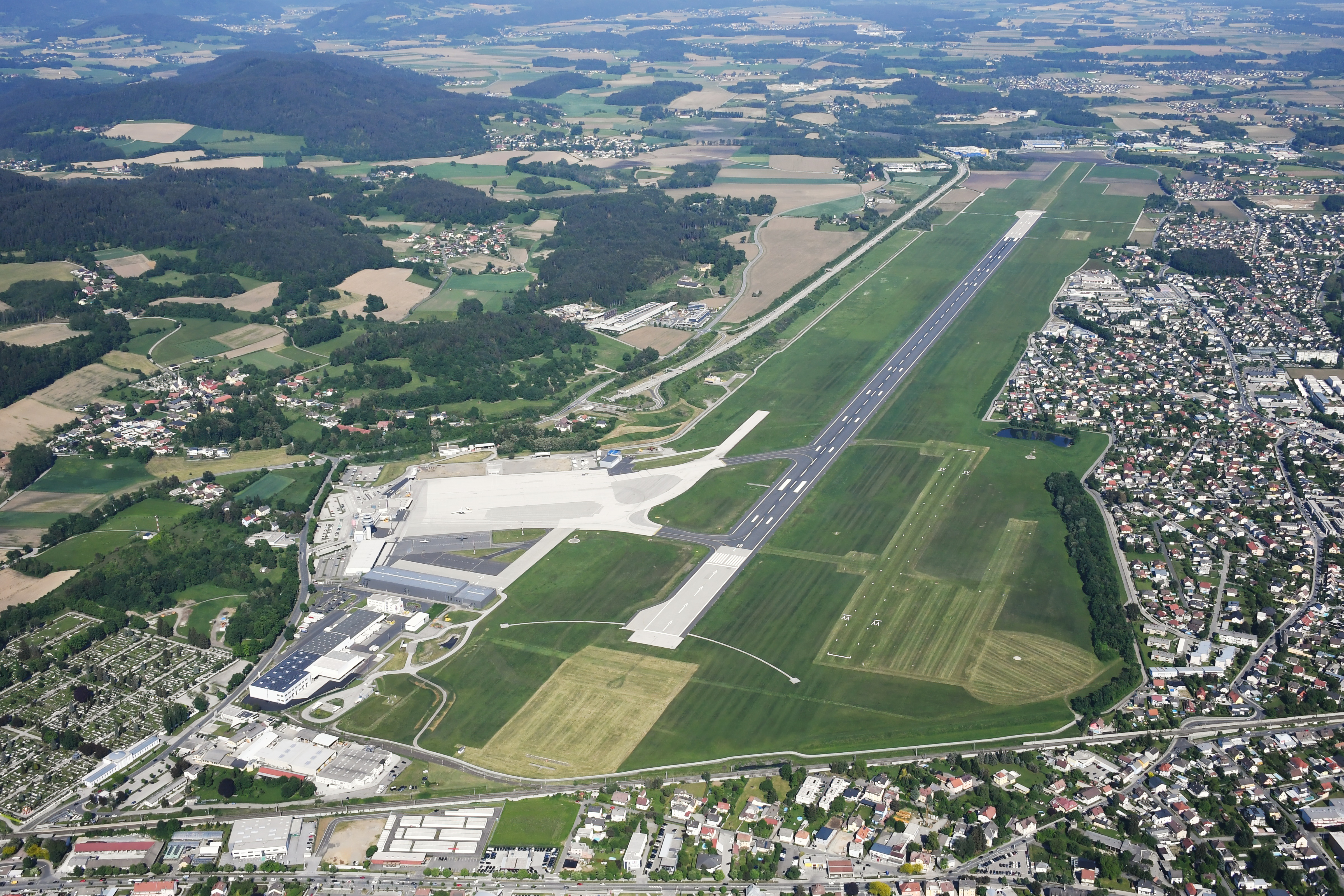
Flughafen Klagenfurt

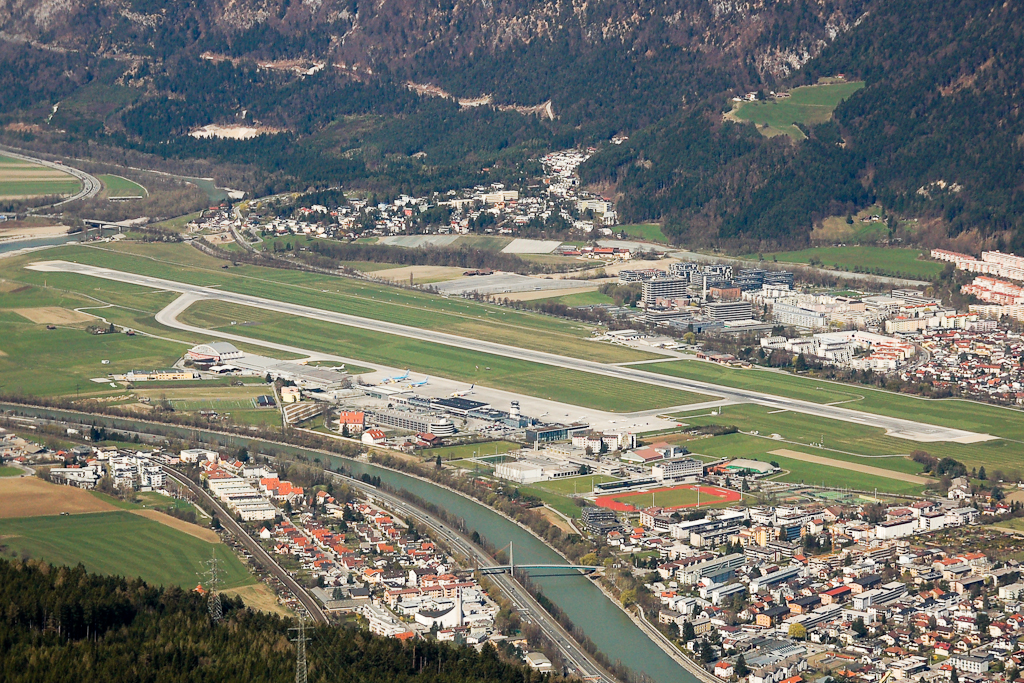
Flughafen Innsbruck

Die Liste der Flughäfen in Österreich enthält alle österreichischen Flughäfen, die von nationalen und internationalen Fluggesellschaften angeflogen werden und damit nach österreichischem Recht (§64 Luftfahrtgesetz) den Status eines Flughafens besitzen.

## Erklärung
- Name des Flughafens: Nennt den Namen des Flughafens sowie eventuelle Zusatzbezeichnungen.
- IATA-Code: Der Code besteht aus einer Kombination von jeweils drei lateinischen Buchstaben und dient zu einer eindeutigen Kennzeichnung der einzelnen Verkehrsflughäfen. Der IATA-Code wird von der International Air Transport Association (IATA) vergeben.
- ICAO-Code: Der ICAO-Code wird von der International Civil Aviation Organization vergeben und besteht aus einer eindeutigen Kombination aus vier lateinischen Buchstaben. Hierbei stehen die ersten beiden Ziffern LO für Österreich, während die einheitliche Ziffer W an dritter Stelle einen Internationalen Flughafen kennzeichnet. Der vierte Buchstabe ist meist identisch mit dem Anfangsbuchstaben des geogr. Ortes, dem der Flugplatz zugeordnet ist, allerdings mit einigen Ausnahmen.
- Eröffnung: Nennt das Jahr, in dem der Flughafen am aktuellen Standort eröffnet wurde.
- Passagierzahlen: Gibt die gesamte Passagierzahl des Flughafens für das jeweilige Jahr an.
Darin enthalten sind Linienverkehr, Pauschalreiseverkehr, kommerzieller Verkehr, gewerblicher Verkehr und sonstiger Verkehr. Hinzu kommt der nichtgewerbliche Verkehr, wie Werksverkehr und nichtkommerzieller Verkehr.[1]
- Pass.-Kapazität: Gibt die derzeitige Kapazität des Flughafens in Passagieren (PAX) pro Jahr an.
- Flugbewegungen: Gibt die gesamten Flugbewegungen des Flughafens für das jeweilige Jahr an.
Darin enthalten sind Linienverkehr, Pauschalreiseverkehr, kommerzieller Verkehr, gewerblicher Verkehr und sonstiger Verkehr. Hinzu kommt der nichtgewerbliche Verkehr, wie Werksverkehr und nichtkommerzieller Verkehr.
- Fracht: Gibt die insgesamt auf dem Flughafen umgeschlagene Fracht inklusive Luftpost in Tonnen für das jeweilige Jahr an.[2]
- SLB: SLB steht für Start- und Landebahnen.
  - Richtung: Die An- und Abflugrichtung zur jeweiligen Piste. Die Zahlen ergeben sich aus der Ausrichtung der Bahn nach dem magnetischen Norden, auf- bzw. abgerundet zum nächstgelegenen vollen Zehnerschritt und anschließend gekürzt um die letzte Stelle (beispielsweise wird aus 258° Piste 26). Hat ein Flughafen zwei parallele Pisten mit der gleichen magnetischen Ausrichtung, wird die Pistenbezeichnung üblicherweise um den Zusatz „L“ (Links) bzw. „R“ (Rechts) – jeweils aus der Anflugrichtung gesehen – erweitert.
  - Belag: Die Oberflächenbeschaffenheit der Start- und Landebahnen. Aufgrund der notwendigen Tragfähigkeit wird zumindest an Einrichtungen mit Starrflüglern in der Regel Asphalt oder Beton verwendet.
Asphalt bietet den Vorteil, dass es bei Reparaturarbeiten auch während der Nachtzeiten aufgebracht werden kann und zu Tagesbeginn die Piste bereits wieder verfügbar ist. Beton dagegen erreicht eine höhere Tragfähigkeit und Lebensdauer. Gelegentlich besteht auch eine Mischung von Asphalt und Beton. In diesem Fall ist das hauptsächlich verwendete Material angegeben. Antiskid ist ein zusätzlicher Belag, der auf die Bahn gebracht werden kann, um die Bremswirkung zu erhöhen und gleichzeitig die Rutschgefahr zu minimieren.
In der Liste werden die folgenden Abkürzungen angewandt:
    - A: Asphalt
    - B: Beton
    - G: Gras
    - T: Bitumen

## Verkehrsflughäfen
| Name des Flughafens      | IATA- Code | ICAO- Code | Eröff- nung | Pass.- Kapazität | Start- und Landebahn    | Start- und Landebahn | Start- und Landebahn   |
| Name des Flughafens      | IATA- Code | ICAO- Code | Eröff- nung | Pass.- Kapazität | Richtung                | Belag                | Größe                  |
| ------------------------ | ---------- | ---------- | ----------- | ---------------- | ----------------------- | -------------------- | ---------------------- |
| Flughafen Wien-Schwechat | VIE        | LOWW       | 1938        | 30.000.000       | 11/29 16/34             | T                    | 3.500×45 3.600×45      |
| Flughafen Salzburg       | SZG        | LOWS       | 1926        | 1.870.000        | 15/33                   | B                    | 2.750×45               |
| Flughafen Innsbruck      | INN        | LOWI       | 1948        | n. v.            | 08/26                   | A                    | 2.000×45               |
| Flughafen Graz           | GRZ        | LOWG       | 1913        | 1.500.000        | 17L/35R 17C/35C 17R/35L | G A G                | 640×30 3.000×45 760×25 |
| Flughafen Linz           | LNZ        | LOWL       | 1955        | n. v.            | 08/26                   | A                    | 3.000×60               |
| Flughafen Klagenfurt     | KLU        | LOWK       | 1925        | 950.000          | 10R/28L 10L/28R         | G B                  | 740×27 2.720×45        |

## Passagierzahlen
| Name des Flughafens      | 2011       | 2012       | 2013       | 2014       | 2015       | 2016       | 2017       | 2018       | 2019       | 2020      | 2021       | 2022       |
| ------------------------ | ---------- | ---------- | ---------- | ---------- | ---------- | ---------- | ---------- | ---------- | ---------- | --------- | ---------- | ---------- |
| Flughafen Wien‑Schwechat | 21.096.398 | 22.165.733 | 21.999.820 | 22.482.884 | 22.774.878 | 23.350.452 | 24.392.122 | 27.037.317 | 31.661.727 | 7.813.743 | 10.405.815 | 23.682.133 |
| Flughafen Salzburg       | 1.700.983  | 1.666.487  | 1.662.834  | 1.819.520  | 1.828.309  | 1.739.288  | 1.890.164  | 1.844.468  | 1.717.991  | 669.790   | 299.845    | 1.229.495  |
| Flughafen Innsbruck      | 997.020    | 930.850    | 981.118    | 991.356    | 1.001.255  | 1.006.696  | 1.092.547  | 1.119.347  | 1.144.541  | 487.437   | 125.495    | 721.412    |
| Flughafen Graz           | 976.414    | 930.448    | 881.565    | 897.171    | 963.187    | 981.706    | 958.848    | 1.030.929  | 1.036.925  | 199.510   | 226.561    | 561.375    |
| Flughafen Linz           | 679.220    | 623.383    | 549.961    | 561.295    | 529.846    | 435.468    | 402.007    | 464.586    | 436.024    | 51.306    | 68.509     | 207.766    |
| Flughafen Klagenfurt     | 376.198    | 280.434    | 259.336    | 225.842    | 228.922    | 194,989    | 218,281    | 228.372    | 209.434    | 49.395    | 29.577     | 82.760     |

## Flugbewegungen
| Name des Flughafens      | 2011    | 2012    | 2013    | 2014    | 2015    | 2016    | 2017    | 2018    | 2019    | 2020   | 2021    | 2022    |
| ------------------------ | ------- | ------- | ------- | ------- | ------- | ------- | ------- | ------- | ------- | ------ | ------- | ------- |
| Flughafen Wien-Schwechat | 246.003 | 244.650 | 231.177 | 230.781 | 226.811 | 226.395 | 224.568 | 241.004 | 266.802 | 95.879 | 111.567 | 188.412 |
| Flughafen Salzburg       | 19.548  | 17.122  | 18.068  | 19.335  | 19.556  | 17.711  | 19.479  | 18.457  | 16.626  | 6.670  | 3.677   | 12.031  |
| Flughafen Innsbruck      | 13.505  | 11.877  | 11.535  | 11.687  | 11.856  | 11.813  | 12.040  | 12.023  | 12.106  | 4.977  | 2.010   | 7.450   |
| Flughafen Graz           | 15.866  | 14.500  | 14.778  | 14.256  | 15.352  | 14.332  | 14.271  | 14.888  | 14.721  | 4.002  | 4.653   | 8.603   |
| Flughafen Linz           | 10.669  | 10.894  | 10.227  | 10.433  | 8.361   | 7.390   | 6.890   | 6.914   | 6.492   | 2.022  | 2.240   | 3.844   |
| Flughafen Klagenfurt     | 6.911   | 5.157   | 4.696   | 4.438   | 4.465   | 3.952   | 4.337   | 3.566   | 3.198   | 878    | 544     | 1.328   |

## Luftfracht in [t]
| Name des Flughafens      | 2011    | 2012    | 2013    | 2014    | 2015    | 2016    | 2017    | 2018    | 2019    | 2020    | 2021    | 2022    |
| ------------------------ | ------- | ------- | ------- | ------- | ------- | ------- | ------- | ------- | ------- | ------- | ------- | ------- |
| Flughafen Wien-Schwechat | 232.377 | 210.207 | 211.927 | 239.695 | 236.024 | 222.434 | 224.530 | 238.411 | 238.836 | 177.144 | 202.003 | 202.054 |
| Flughafen Salzburg       | 169     | 214     | 182     | 201     | 213     | 253     | 228     | 192     | 102     | 44      | 85      | 98      |
| Flughafen Innsbruck      | 372     | 275     | 239     | 184     | 139     | 98      | 88      | 73      | 5       | 0       | 0       | 0       |
| Flughafen Graz           | 222     | 1.442   | 312     | 382     | 384     | 299     | 157     | 226     | 137     | 19      | 2.315   | 41      |
| Flughafen Linz           | 8.350   | 8.292   | 9.531   | 10.988  | 10.111  | 9.644   | 10.245  | 8.295   | 8.119   | 11.144  | 17.056  | 12.648  |
| Flughafen Klagenfurt     | 0       | 0       | 0       | 0       | 0       | 0       | 0       | 0       | 0       | 0       | 0       | 0       |